# Dret de tanteig
El dret de tanteig, dret de preempció o dret de preferència és un dret de persones físiques (llogaters, arrendataris, copropietaris en indivisió, accionistes...) o persones jurídiques, pel qual obtenen el dret de comprar un bé mobiliari o immobiliari abans que el propietari l'ofereixi a tercers. Pot ser un dret contractual o un dret legal. Un concepte parent és el dret de retracte, que atorga el dret d'adquisició preferent a una persona sobre una cosa ja venuda, en les mateixes condicions (preu, terminis, etc.) del contracte de compravenda efectuat.
Així segons els casos, un llogater pot tenir un dret de preferència quan el propietari vol vendre l'habitatge, un arrendatari pot comprar les terres que ha conreat durant anys. Els accionistes poden convenir entre ells aquest dret per tal d'evitar que un tercer, estrany a l'empresa pugui comprar una part del capital.
Segons les lleis de molts països, en casos d'interès general, una administració pública pot atorgar-se, per decret o per llei, el dret de preempció de béns que li caldran per a realitzar certes obres públiques. Es procedeix així, entre d'altres, quan les obres són projectades a mitjà o llarg termini, i no cal pas una expropiació ràpida. La Llei del dret a l'habitatge de Catalunya faculta els municipis a delimitar àrees on poden exercir el dret de tanteig i retracte, per a complir objectius dels plans locals d'habitatge i complir l'exigència d'incrementar el parc d'habitatges socials, o facilitar la conservació i la rehabilitació d'edificis. Una altra aplicació del dret de preempció o de retracte pot ser l'adquisició per una administració pública d'una obra d'art considerada com de major interès per al patrimoni públic.